# Liste der Kulturgüter in Thierachern
Die Liste der Kulturgüter in Thierachern enthält alle Objekte in der Gemeinde Thierachern im Kanton Bern, die gemäss der Haager Konvention zum Schutz von Kulturgut bei bewaffneten Konflikten, dem Bundesgesetz vom 20. Juni 2014 über den Schutz der Kulturgüter bei bewaffneten Konflikten sowie der Verordnung vom 29. Oktober 2014 über den Schutz der Kulturgüter bei bewaffneten Konflikten unter Schutz stehen.
Objekte der Kategorie A sind im Gemeindegebiet nicht ausgewiesen, Objekte der Kategorie B sind vollständig in der Liste enthalten, Objekte der Kategorie C fehlen zurzeit (Stand: 18. April 2024). Unter übrige Baudenkmäler sind geschützte Objekte zu finden, die im Bauinventar des Kantons Bern als «schützenswert» verzeichnet sind.

## Kulturgüter
| Foto |                                                                            | Objekt                                          | Kat. | Typ | Standort                            | Beschreibung |
| ---- | -------------------------------------------------------------------------- | ----------------------------------------------- | ---- | --- | ----------------------------------- | --- |
| ja   | Datei hochladen · Wikidata zu Reformierte Kirche mit Pfarrhaus (Q29675437) | Reformierte Kirche mit Pfarrhaus KGS-Nr.: 01257 | B    | G   | Alter Eggstutz 2, 4 610306 / 178103 | Bis ins 10. Jahrhundert zurückreichendes Kirchengebäude, das der Legende nach durch den burgundischen König Rudolf II. gestiftet worden sein soll. Vom ursprünglichen romanischen Bau sind Fundamente, die Nord- und Westwand sowie der Unterbau des Turms erhalten, das heutige Erscheinungsbild geht auf die Erweiterung des frühen 18. Jahrhunderts zurück. Nebenan steht das von 1773 bis 1775 erbaute Pfarrhaus, ein repräsentativer zweigeschossiger Wohnstock unter leicht geknicktem Vollwalmdach. |

## Übrige Baudenkmäler
Hinweis: Anstelle der KGS-Nummer wird als Objekt-Identifikator (ID) die Grundstücksnummer verwendet.
| ID   | Foto |                                                                              | Objekt                              | Typ | Standort                             | Beschreibung |
| ---- | ---- | ---------------------------------------------------------------------------- | ----------------------------------- | --- | ------------------------------------ | ------------ |
| 83   | BW   | Datei hochladen                                                              | Landsitz Mülimatt (um 1820)         | G   | Mülimatt 450 610606 / 177388         |              |
| 235  | BW   | Datei hochladen                                                              | Speicher (Mitte 18. Jh.)            | G   | Mühlestrasse 13 610548 / 177970      |              |
| 273  | ja   | Datei hochladen                                                              | Landsitz Egg-Gut (17. Jh.)          | G   | Eggplatz 1 610265 / 177811           |              |
| 273  | ja   | Datei hochladen                                                              | Pförtnerhaus (Mitte 18. Jh.)        | G   | Eggplatz 1a 610245 / 177837          |              |
| 281  | BW   | Datei hochladen                                                              | Bauernhaus (1770)                   | G   | Hurschgasse 210 609279 / 178360      |              |
| 367  | BW   | Datei hochladen                                                              | Bauernhaus (Mitte 19. Jh.)          | G   | Steghaltenstrasse 14 610236 / 177589 |              |
| 440  | ja   | Datei hochladen · Wikidata zu Pfarrhaus zur reformierten Kirche (Q116921115) | Pfarrhaus (1773-1775)               | G   | Alter Eggstutz 4 610278 / 178084     |              |
| 443  | ja   | Datei hochladen                                                              | Ofenhaus-Stöckli (1775)             | G   | Alter Eggstutz 4a 610259 / 178104    |              |
| 444  | BW   | Datei hochladen                                                              | Ehemaliges Sekundarschulhaus (1895) | G   | Schürmattweg 13 609896 / 177741      |              |
| 486  | BW   | Datei hochladen                                                              | Ehemaliger Landsitz (1589/90)       | G   | Dorfstrasse 15 610354 / 178015       |              |
| 496  | BW   | Datei hochladen                                                              | Bauernhaus (2. Viertel 18. Jh.)     | G   | Sandbühlstrasse 3 609649 / 177749    |              |
| 584  | ja   | Datei hochladen                                                              | Gasthof Löwen (1765)                | G   | Eggplatz 2 610244 / 177876           |              |
| 1133 | BW   | Datei hochladen                                                              | Alte Mühle (1786)                   | G   | Mühlestrasse 14 610564 / 177952      |              |
| 1133 | BW   | Datei hochladen                                                              | Wohnhaus (Mitte 18. Jh.)            | G   | Mühlestrasse 14c 610573 / 177937     |              |
| 1216 | ja   | Datei hochladen                                                              | Scheune (1763/64)                   | G   | Eggplatz 1b 610247 / 177788          |              |